# Eduard Mudrik
Eduard Nikolayevich Mudrik (em russo:  Эдуард Николаевич Мудрик; Starobilsk, 18 de julho de 1939 – Moscou, 27 de março de 2017) foi um futebolista soviético, que atuava como defensor.
Jogou toda sua carreira no Dínamo Moscou, onde chegou em 1957, vindo do Vympel Kaliningrad. No entanto, fez sua estreia oficial 2 anos depois. Com 172 jogos e 5 gols marcados, pendurou as chuteiras em 1968, com apenas 29 anos.

## Carreira
Eduard Mudrik fez parte do elenco da Seleção Soviética de Futebol vice-campeã da Eurocopa de 1964.
De ascendência judaica, seu nome em hebraico seria אדוארד ניקולאיביץ' מודריק. No mesmo elenco que jogou a Eurocopa, havia um outro atleta judeu, Eduard Dubyns'kyi.